# ГЕС Чікоасен
ГЕС Чікоасен (Manuel Moreno Torres)— гідроелектростанція у мексиканському штаті Чіапас. Знаходячись між ГЕС Ла Ангостура (вище по течії) та ГЕС Мальпасо (Мексика), входить до складу каскаду на річці  Гріхальва, яка впадає до південної частини Мексиканської затоки.
В межах проекту річку перекрили кам’яно-накидною греблею з глиняним ядром висотою 250 метрів, довжиною 584 метри та шириною по гребеню 25 метрів, яка потребувала 14,5 млн м3 матеріалу. Вона утримують витягнуте по долині Гріхальви на 20 км водосховище з площею поверхні 31,5 км2 та об'ємом 274 млн м3, в якому припустиме коливання рівня у операційному режимі між позначками 380 та 388 метра НРМ (під час повені до 395 метрів НРМ).
Споруджений у підземному виконанні пригреблевий машинний зал має розміри 199х21 метр при висоті 43 метра. Його обладнали вісьомома турбінами типу Френсіс потужністю по 300 МВт, які забезпечують виробництво 7653 млн кВт-год електроенергії на рік.